# کما
کما (به فرانسوی: Coma) یا اغما (ناهشیاری یا بی‌هُشی) به نوعی از کاهش هوشیاری گفته می‌شود که شخص به محرک‌های بیرونی و تحریک دردناک واکنش نشان نداده یا وابسته به عمق کما واکنش‌هایِ ضعیف نشان می‌دهد.
 علل آن شامل بیماری‌های عفونی مانند مننژیت، سکته مغزی، افت شدید فشار خون، کمای دیابتی، کمای اورمیک، آسیب‌های تروماتیک (ضربه به سر)، آسیب‌های هیپوکسیک و… است.
سطح هشیاری با مقیاس کمای گلاسکو (GCS) از سه تا پانزده ارزیابی می‌شود، به طوری که GCS مساوی ۱۵ یعنی انسان کاملاً هشیار و آگاه، حد فاصل بین ۱۵ تا ۸ به معنای اختلال در هشیاری و از ۸ به پایین کما (بیهوش) محسوب می‌شود. همچنین از ۶ به پایین را کمای عمیق نامیده و GCS مساوی ۳ به معنای عمیق‌ترین سطح کما است.
در کمای عمیق به دلیل عدم تنفس ارادی، بیمار به دستگاه تنفس مصنوعی (ونتیلاتور) با مد تهویه اجباری متصل می‌شود. هرچند در کماهای سطحی نیز بیمار نیازمند حمایت تنفسی است اما ممکن است به مد اجباری نیازی نباشد.

## هوشیاری
در مطالعه‌ای در سال ۲۰۲۴ پس از تصویر برداری با اف‌ام‌آرآی و الکتروانسفالوگرافی روی افرادی که دچار آسیب مغزی شده بودند و عکس‌العملی از خود نشان نمی‌دادند انجام گرفت، نشان داد که تقریباً یک‌چهارم آنها هوشیار هستند.

## ریشه‌شناسی
واژه کما (به یونانی: κώμα) از زبان یونانی وارد زبان‌های اروپایی و فارسی شده است. واژه کما به معنی خواب عمیق است که ترجمه پارسی آن ناهُشیاری یا بیهُشی است (بی‌هوشی= anesthesia، بی‌هُشی= کُما).